# Androsinopsis
Androsinopsis es un género de foraminífero bentónico de la familia Soritidae, de la superfamilia Soritoidea, del suborden Miliolina y del orden Miliolida. Su especie tipo es Androsinopsis radians. Su rango cronoestratigráfico abarcaba el Mioceno superior.

## Clasificación
Androsinopsis incluye a la siguiente especie:
- Androsinopsis radians †